# 富井於菟
富井 於菟（とみい おと、慶応2年6月7日〈1866年7月18日〉 - 明治18年〈1885年〉12月2日）は、日本の社会運動家、教師。婦人解放運動のさきがけとしてその名を知られる。別名に富井とら（虎子）。

## 来歴
播磨国龍野の醤油問屋の娘として生まれる。兄一人、姉三人、妹一人いる。幼い頃から学問が好きで、1878年に公立龍野中学校入学、1881年（明治14年）同校を卒業し、翌年小学高等科教員免許を受ける。京都にのぼり岸田俊子のもとで学ぶ、その後上京し、自由燈の校正係となり、その後絵入自由新聞の記者として奉職。日本で最初の女性新聞記者と呼ばれる。新聞記者従事中に、福田英子と知り合い、婦人解放運動を活動させる。
その後キリスト教に入信し、1885年（明治18年）明治女学校の漢文と数学の教員として赴任する。しかし、間もなく腸チフスに罹患し、同年12月2日夭折。満19歳没。